# Svið
Svið je pokrm islandské kuchyně, který se připravuje z ovčí hlavy, z níž se opálí srst a omyje se ve vodě. Hlava se pak podélně rozsekne a vyjme se z ní mozek, pak se poloviny vaří v osolené vodě nejméně hodinu. Pro zjemnění chuti se doporučuje hlavu před vařením naložit do kyseliny mléčné.
Obvykle se svið podává vcelku s bramborami, rebarborou a tuřínem. Za nejlepší část hlavy je tradičně považováno oko. Někdy se také maso obere a se syrovátkou se zpracuje na rosol zvaný sviðasulta. V islandských supermarketech se dá koupit také mražený svið. 
Pro svoji neobvyklost je svið vyhledáván turisty při návštěvě Islandu. V restauracích bývá často součástí obložené mísy místních specialit zvané Þorramatur. Ve velkém je konzumován především při příležitosti zimního svátku Þorrablót.
Hlava by se podle starého zvyku měla podávat bez uší. Ty se doporučovalo uchovat pro případ obvinění z krádeže ovce, protože jsou na nich značky majitele.